# Барановка (Харьковская область)
Бара́новка (укр. Баранівка — село, в Гурьевоказачанском сельском совете Золочевского района Харьковской области Украины.
Код КОАТУУ — 6322682003. Население по переписи 2001 года составляет 315 (146/169 м/ж) человек.

## Географическое положение
Село Барановка находится на берегах правого притока реки Уды; выше по течению Уд на расстоянии в 4 км расположено село Уды; ниже по течению на расстоянии одного км — село Андреевка, на противоположном берегу — село Константиновка.
На расстоянии в 4 км расположена железнодорожная станция Снеги.

## История
- Около 1650(?) — дата основания хутора на левом (восточном) берегу правого притока реки Уды.
- В середине 19 века хутор назывался Баранов (Чайчиха)[2]. На хуторе была одна ветряная мельница.
- В конце 19 века богодуховский предводитель дворянства граф Николай Владимирович Клейнмихель (1877—1918) для ведения сельского хозяйства, в частности, для выращивания сахарной свеклы для своего сахзавода, выкупил земли вокруг Барановки и Лемещино, Субботино, Рясного, Петровки и Александровки[5]. В экономиях были назначенные графом управляющие, которые отчитывались о состоянии хозяйств[5].
- В первой половине 20 века хутора́ Геры́х, Диде́нков, Москале́нков, Фо́лкина, Котиле́вские хутора[1] были объединены в село Барановку.
- При СССР в селе был организован и работал колхоз «Украина»[6], названный в честь УССР.

## Экономика
- Колос, сельскохозяйственное ЗАО.
- КСП «УКРАИНА». Зерно, свекла, молоко, мясо — ликвидировано.

## Объекты социальной сферы
- Школа І ст. — закрыта
- Барановский клуб[7].